# Kecamatan Polokarto (distrikt i Indonesien, lat -7,65, long 110,91)
Kecamatan Polokarto är ett distrikt i Indonesien.   Det ligger i provinsen Jawa Tengah, i den västra delen av landet, 500 km öster om huvudstaden Jakarta.